# Muñecas (Soria)

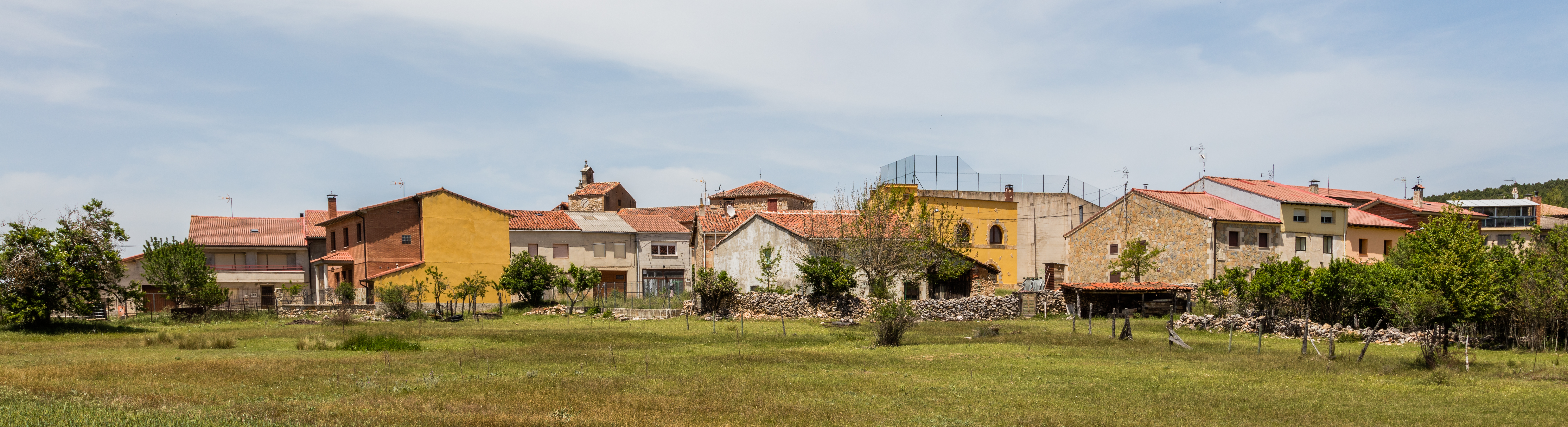
Otra vista de la localidad.

Muñecas es una localidad de la provincia de Soria, partido judicial de El Burgo de Osma, comunidad autónoma de Castilla y León, España. Pueblo de la comarca Tierras del Burgo  que pertenece al municipio de  Santa María de las Hoyas.
Desde el punto de vista jerárquico de la Iglesia católica forma parte de la diócesis de Osma la cual, a su vez, pertenece a la archidiócesis de Burgos.

## Historia
En el censo de 1879, ordenado por el conde de Floridablanca, figuraba como aldea de la villa Muñecas del Partido de Aranda en la Intendencia de Burgos,  con jurisdicción de señorío y bajo la autoridad del alcalde ordinario.
A la caída del Antiguo Régimen la localidad se constituye en municipio constitucional , conocido entonces como Muñecas y posteriormente Santa María y Muñecas, en la región de Castilla la Vieja, partido de El Burgo de Osma que en el censo de 1842 contaba con 124 hogares y 490 vecinos.

## Demografía
Muñecas contaba a 1 de enero de 2010 con una población de 18 habitantes, 11 hombres y 7 mujeres.
| Gráfica de evolución demográfica de Muñecas entre 2000 y 2010                                    |
|                                                                                                  |
| Población de derecho (2000-2010) según los censos de población del INE a 1 de enero de cada año. |

## Patrimonio

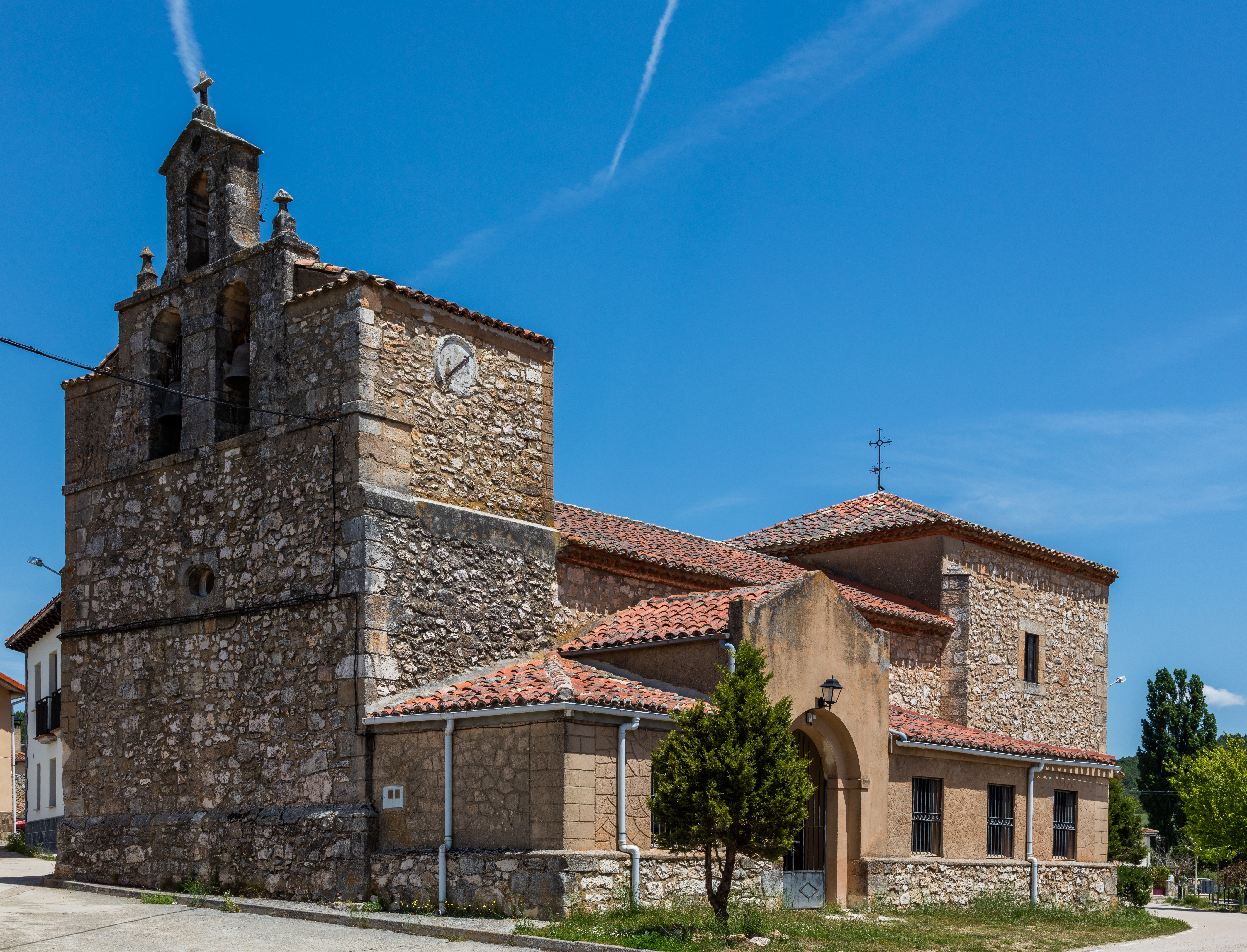
Iglesia de San Pedro, Muñecas.

Iglesia parroquial católica con restos de románico en su portada.